# Pia Brodnik
Pia Brodnik, slovenska sopranistka.
Študij solopetja je pričela pri Ireni Baar v Ljubljani, nadaljevala pa na umetniškem oddelku Univerze Wilfrid Laurier v Waterlooju (Kanada) pod mentorstvom dr. Davida Falka in ga zaključila z odliko leta 1993. Je tudi diplomantka Akademije za glasbo, Univerze v Ljubljani, smer Glasbena pedagogika leta 1985. Udeleževala se je mojstrskih tečajev pri Alfredu Burgstallerju, Maureen Forrester, Sherillu Milnesu, Marjani Lipovšek,  Barbari Schlick in maestru Richardu Millerju. 
Nastopala je v številnih opernih vlogah. Leta 1996 je uspešno nastopila v vlogi Donne Elvire v Mozartovem Don Giovanniju v Opavi na Češkem, leta 1997 pa v Ženevi in St. Prexu (Švica), leta 2000 kot Katja v slovenski opereti Planinska roža Radovana Gobca, 2005 pa z vlogo Dido v Purcellovi operi Dido in Enej v SNG Opera in balet Maribor. Leta 2005 je bila Dolly v muzikalu Hello Dolly, leta 2007 je nastopila z vlogo Kurfürstin v opereti       Der Vogelfänger Carla Zellerja. Njena glavna vloga je bila tudi Mati v sodobni operi Ime na koncu jezika Mitje Vrhovnika-Smrekarja v Cankarjevem domu v Ljubljani ob Evropskem mesecu kulture. Sodelovala je tudi na koncertnih zvedbah oper Figaro (Nežka) Janeza Krstnika Novaka, Die Schäfnnerin aus Liebe (Anna Donner) Petra Planyavsky-ega, Kriton (2.zakon) Tomaža Sveteta in muzikalu The Pirates of Penzance (Mabel) Gillberta and Sullivana. 
Brodnikova je bila solistka v številnih vokalno - instrumentalnih delih Handla, Pergolesija, Vivaldija, Lottija, Zupana, Tarsie, Schütza, Mozarta, Haydna, Schuberta, Sattnerja, Fauréja, Mendelssohna, Dvořáka, Gruberja, Gounoda, Strmčnika indr. Nastopila je na festivalih doma in v tujini: Festival Radovljica, Festival Radenci, Kogojevi dnevi v Kanalu, Novomeški glasbeni festival, Festival Lent, Hvarski poletni festival, Festival Histria, Baročni festival Cluj-Napoca, Baročni festival Varaždin in Baročni festival Beograd. Bila je več sezon redna solistka v Vokalnem abonmaju Slovenske filharmonije, Glasbenem abonmaju na Zemonu, Modrem abonmaju v Domžalah, Bolsko lito na Bolu, v Koncertnem ciklu Glasbene matice Ljubljana in v Koncertnem ateljeju Društva slovenskih skladateljev. Koncertirala je v številnih slovenskih mestih, pa tudi v italijanski Gorizi, Trstu, Münchnu, Ingolstadtu, Bruslju, Chicagu, Zagrebu, Tirani, Prištini,  Novem Sadu, Dubrovniku, Ulcinju, Prizrenu, Viktringu, Eberndorfu in drugod.  
Sodelovala je z mnogimi slovenskimi in tujimi vokalnimi oz. instrumentalnimi zasedbami:  s Slovenskim komornim zborom, Simfoničnim orkestrom RTV Slovenija, Slovensko filharmonijo, Simfoničnim orkestrom SNG Opera in balet Maribor, Londonskim simfoničnim orkestrom, Simfoničnim orkestrom Narodnog pozorišta Beograd, Baročnim orkestrom Beograd, Orkestrom Troupe Romande Ženeva, Orkestrom Narodno Divaldlo Opava Češka, Orkestrom Filarmonica Veneto, Orkestrom slovenske vojske, Orkestrom Slovenske policije in mnogimi drugimi. Na svoji umetniški poti je poustvarjala z dirigenti: Antonom Nanutom, Urošem Lajovicem, Mirkom Cudermanom, Liorjem Shambadalom, Claude-om Villaret-om, Wolfgangom Schmidtom, Nikolajem Žličarjem, Dejanom Savićem, Predragom Gosto, Simonom Robinsonom, Martino Batič, Johnom Axelrodom, Darinko Matić Marović in mnogimi drugimi. Njeni umetniški partnerji so bili tudi številni pianisti: Marina Horak, Charles Spencer, Vladimir Mlinarić, Nataša Valant, Irina Milivojević, Vlasta Doležal - Rus, Andreja Kosmač, Urška Vidic, Tadej Horvat, Matija Potisk, Andraž Hauptman, indr., organisti: Apolonija Gantar, Tone Potočnik, Irina Rozanova, Angela Tomanič, Milko Bizjak, Maks Strmčnik, klarinest Slavko Goričar, violinista Vasilij Meljnikov in Sylvie Gazeau-Jori, citrar Tomaž Plahutnik in zbori: Consortium musicum in Slovenski madrigalisti.  
Posnetke umetniških del je mogoče najti na številnih nosilcih zvoka in audio-vizualnih zapisih. Snemala je številne koncerte in prireditve za RTV Slovenija. Za založbo RTV Slovenija je izdala CD plošče s samospevi Frédérica Chopina (Nepoznani Chopin) s pianistko Marino Horak (1999), Henrija Duparca (Pesmi/Mélodies/ Songs) s pianistom Vladimirjem Mlinarićem (2007) in Benjamina Ipavca (Nemški muzi/An die deutsche Muse) s pianistom Matijo Potiskom (2012), za arhiv Radia Slovenija pa posnela samospeve Ernesta Chaussona, Slavka Osterca, Pavla Šivica, Alojza Ajdiča, operne arije Mozarta, Gounod-ja, Verdija in Puccinija ter operi Kriton Tomaža Sveteta (2003) in Ime na koncu jezika Mitje Vrhovnika Smrekarja (1998). Pri založbi Društva slovenskih skladateljev so izšli samospevi Antona Lajovica (Samospevi/Songs) s pianistom Charlesom Spencerjem (2016), samospevi Štefana Maurija (Žariš in žgeš) s pianistom Vladimirjem Mlinarićem (2007) in kantata Maksa Strmčnika (Preprosta kantata "Stvarjenje otroka") za sopran, čembalo, pojočo žago in godalni orkester (RTV Slovenija) pod dirigentskim vodstvom Antona Nanuta (2000). Pri založbi Družina je izšla Koncertna maša, sakralne skladbe z orglami, posvečene papežu Janezu Pavlu II, z organistom Maksom Strmčnikom (2006). V samozaložbi pa so izšle priredbe slovenskih narodnih pesmi, samospevi Luštno je vigred, s pianistom Matijo Potiskom (2008) in sakralne skladbe Ave, gratia plena!, z organistko Apolonijo Gantar (2020). Za edicijo Lilac/Naxos je leta 2015 izšla CD plošča s šestnajstimi sopranskimi arijami iz vseh Puccinijevih oper, posnetih z Londonskim simfoničnim orkestrom in dirigentom Dejanom Savićem v svetovno znani dvorani Abbey Road v Londonu.   
Na gledališkem odru Poletnega gledališča Studenec je odigrala vlogo Arine Pentelejmove v Gogoljevi Ženitvi, Vilo Škrlatico v Vandotovem Kekcu, Mati županjo v Butalcih Frana Milčinskega, Zofijo v Raimundovem Kralju gora in ljudomrzniku, Mme Petypon v komediji Dama iz Maxima Feydeau-ja, Rotijo v Ogrinčevi igri v Ljubljano jo dajmo, gospo Kraus v Haškovem Dobrem vojaku Švejku, Rožo v Budakovem Klopčiču, Heleno v Finžgarjevem Divjem lovcu, Teodoro v dramatizaciji Finžgarjevega romana Pod svobodnim soncem, Geni Baloh v Končarjevi komediji Veselica v dolini tihi, Donno Lucio d'Alvarez v Brandonovi Charleyevi teti in Štefko v Brandsttäterjevi igri Lepo je biti muzikant.    
Pia Brodnik je svojo profesionalno glasbeno pot začela leta 1985 kot glasbena pedagoginja na Glasbeni šoli Franca Šturma v Ljubljani, kjer je štiri leta poučevala predmet Nauk o glasbi. Po diplomi iz petja pa poleg umetniškega poustvarjanja pričela vzporedno profesionalno pot profesorice petja, najprej eno leto in pol na Glasbeni šoli Škofja (1995), od leta 1997 do 2011 pa na Glasbeni šoli Ljubljana Vič-Rudnik, kjer je bila ves čas tudi vodja Oddelka. Že takrat je vzgojila vrsto zborovskih pevcev in solistov (Katarina Lenarčič, Anamarija Lazarevič Kastelic, Fernando P. Mejias, Primož Dekleva, Irena Preda). Leta 2003 je pričela s poučevanjem predmeta Vokalne tehnike na Akademiji za glasbo Univerze v Ljubljani. Leta 2008 je kot docentka prevzela vodenje Oddelka za petje za deset let, poučevanje glavnega predmeta petje, poleg tega pa še predmeta Didaktika petja in Pedagoška praksa. Ob bolonjski reformi univerzitetnega šolstva je napisala učne načrte za večino strokovnih predmetov na Oddelku in bila članica različnih komisij v okviru Akademije. Leta 2019 je bila izvoljena v redno profesorico na Univerzi v Ljubljani. Do sedaj je vzgojila vrsto pevskih solistov najmlajše generacije (Martin Sušnik, Nina Dominko, Štefica Stipančevič, Inez Osina Rues, Klemen Torkar, Maja Krevs, Klementina Savnik, Urška Bernik, Anton Habjan, David Čadež, Gregor Ravnik, Sara Briški Cirman), ki so člani opernih hiš, profesionalnih zborov ali samostojni umetniki.     
Je priznana predavateljica na pevskih seminarjih, tečajih in drugih pevskih delavnicah. Bila je članica žirij na domačih in tujih pevskih tekmovanjih. Njeni študenti so prejemniki dvajsetih nagrad na republiških tekmovanjih in osemnajstih na mednarodnih pevskih tekmovanjih. Organizirala je trinajst odmevnih pevskih šol z mednardno priznanimi pevskimi pedagogi ali umetniki (Richard Miller, Marvin Keenze, Scott McCoy, Bernarda Fink, Marjana Lipovšek) in kongres evropskega združenja pevskih pedagogov - EVTA leta 2011. Je ustanovna članica Društva slovenskih pevskih pedagogov, podpisnica DSPP v članstvu z evropskim združenjem EVTA in svetovnim združenjem pevskih pedagogov ICVT (International Congress of Voice Teachers).     
Za svoja umetniška dela je prejela več priznanj in nagrad:
- The Spae-Naur Performance Award, 1992, Wilfrid Laurier University, Waterloo, Ontario, Kanada.
- The Henry and Mabel King Scholarship, 1993, Wilfrid Laurier University, Waterloo, Ontario, Kanada.
- Priznanje za pomembna umetniška dela na področju glasbene poustvarjalnosti − petje, 2005, Univerza v Ljubljani, Slovenija.
- Srebrna Linhartova značka, 2009 Javni sklad Republike Slovenije za kulturne dejavnosti, Slovenija.
- Zlata Linhartova značka, 2020, Javni sklad Republike Slovenije za kulturne dejavnosti, Slovenija.
- Nagrada občine Domžale, 2020, Domžale, Slovenija.
- Častna članica Društva slovenskih pevskih pedagogov, 2022.
- Zlata plaketa Univerze v Ljubljani, 2022.